# La gazzetta

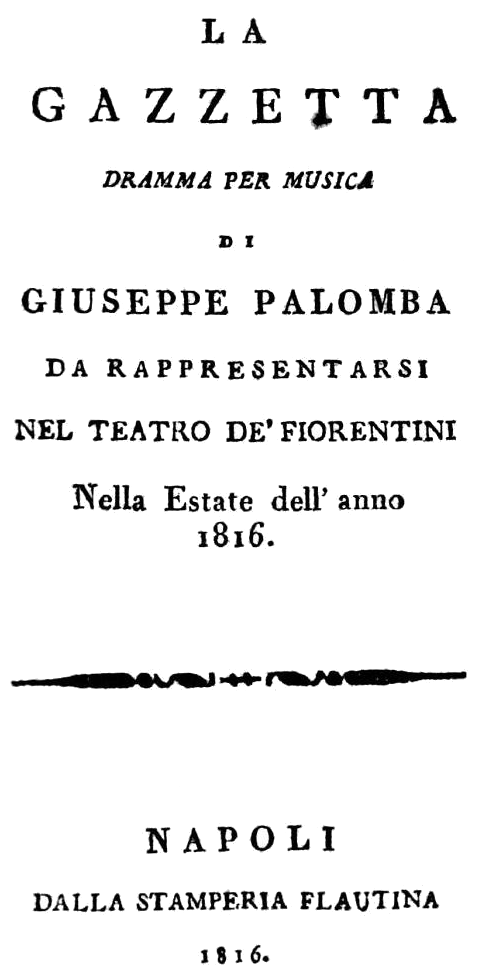
Librettots titelsida, Neapel 1816.

La gazzetta, ossia Il matrimonio per concorso (Tidningen eller Äktenskapskontraktet) är en opera (dramma per musica) i två akter med musik av Gioacchino Rossini och libretto av Giuseppe Palomba efter pjäsen Il matrimonio per concorso (1763) av Carlo Goldoni.

## Historia
Efter framgången med Elisabetta, regina d'Inghilterra på Teatro San Carlo i Neapel hösten 1815 fick Rossini i uppdrag att komponera en komisk opera, att uppföras på Teatro dei Fiorentini vårsäsongen 1816. Arbetet drog dock ut på tiden då Rossini först i mars återvände från Rom för att först skriva en kunglig bröllopskantat (Le nozze di Teti e di Peleo). Till och med under repetitionerna höll han fortfarande på att slutföra orkestreringen. Librettisten Palomba, som var väl medveten om den neapolitanska publikens höga krav, använde sig av neapolitansk dialekt för rollfiguren Don Pomponio, som dessutom skulle framföras av stadens stolthet, buffasångaren Carlo Casaccia.
Operan hade premiär den 26 september 1816 och blev en stor publikframgång med 21 föreställningar. Av pressen kritiserades den för dess vulgära libretto och svaga musik, medan sångarna lovordades.

## Personer
- Don Pomponio (bas)
- Lisetta, hans dotter (sopran)
- Filippo, värdshusvärd, förälskad i Lisetta (baryton)
- Alberto, en rik ung man (tenor)
- Doralice (soprano/mezzosopran)
- Anselmo, hennes fader (bas)
- Madama La Rose (mezzosopran)
- Monsù Traversen (bas)

## Handling
Berättelsen handlar om två kärlekspar: Alberto, som har rest över hela världen i jakt på en hustru, och Doralice som är dotter till Anselmo; Filippo och Lisetta, dotter till den nyrike don Pomponio. Don Pomponio har satt in en annons i den lokala tidningen "La gazetta". Han söker en god make till sin dotter Lisetta. Anselmo beslutar att gifta bort dottern Doralice till den gamle rucklaren Monsù Traversen. Filippo anordnar en turkisk maskerad där don Pomponio hånas av Doralice, Lisetta, Alberto och Filippo vilka alla är identiskt utklädda. Till slut avstår Monsù Traversen från Doralices hand och de två kärleksparen får respektive faders välsignelse att gifta sig.

## Musiken
Orkestern består av:
- Träblås: två flöjter (en piccolaflöjt), två oboer, två klarinetter, en fagott
- Bleckblås: två valthorn, två trumpeter, en trombon
- Stråkar

Operan innehåller följande musiknummer:
- Sinfonia (Ouvertyr)

Akt I
- Nr. 1. Introduktion (Kör, Alberto, La Rose, Traversen): "Chi cerca il piacere" (Scen 1)
- Nr. 2. Cavatina (Pomponio): "Co sta grazia, e sta portata" (Scen 2)
- Nr. 3. Kvartett (Traversen, Pomponio, La Rose, Alberto): "Mio signore / Patrò mio" (Scen 2)
- Nr. 4. Aria (Lisetta): "Presto, dico" (Scen 4)
- Nr. 5. Kvintett (Lisetta, Doralice, Alberto, Filippo, Pomponio): "Già nel capo un giramento" (Scen 8)
- Nr. 6. Aria (Doralice): "Ah, se spiegar potessi" (Scen 9)
- Nr. 7. Duett (Pomponio, Lisetta): "Pe da' gusto a la signora" (Scen 11)
- Nr. 8. Final I: "Bondì te pater" (Scen 13)

Akt II
- Nr. 9. Aria (La Rose): "Sempre in amore" (Scen 1)
- Nr. 10. Duett (Filippo, Lisetta): "In bosco ombroso e folto" (Scen 3)
- Nr. 11. Recitativ och aria (Alberto): "Chi creder mai poteva" (Scen 4)
- Nr. 12. Terzett (Alberto, Filippo, Pomponio): "Primmo fra voi coll'armi" (Scen 7)
- Nr. 13. Scen och aria (Lisetta, Doralice): "Fatemi signorina, capir meglio" (Scen 8)
- Nr. 14. Aria (Filippo): "Quando la fama altera" (Scen 10)
- Nr. 15. Kör: "Amor la danza mova" (Scen 11)
- Nr. 16. Kvintett (Alberto, Doralice, Filippo, Lisetta, Pomponio): "Oh vedite ch'accidente!" (Scen 11)
- Nr. 17. Final II: "Caro padre, perdonate" (Scen 12)

Trion i duellscenen (nr 12) härstammar från La pietra del paragone. Även texten i båda operorna är sånär identiska så när som på don Pomponios anpassade neapolitanska dialekt.
Från Il turco in Italia hämtade Rossini tre musikstycken: maskeradkvintetten (nr 16), Fiorillas och Geronios duett, samt Fiorillas aria. Andra musikstycken kommer från La cambiale di matrimonio, L'equivoco stravagante, La scala di seta och Torvaldo e Dorliska.
Musikstycken som Rossini komponerade särskilt för operan är Filippos och Lisettas duett (nr 10) och deras stora arior i akt II. Recitativen och Doralices och Madama La Roses arior komponerades däremot av en anonym medarbetare.
Ouvertyren återanvände Rossini senare för La Cenerentola. Den var ursprungligen möjligtvis avsedd för Barberaren i Sevilla. Melodin till Albertos aria (nr 11 "Ma voce tenera") använde Rossini sammanlagt i sju operor.